# Campeonato Pernambucano 2014
In 2014 werd het 100ste Campeonato Pernambucano gespeeld voor voetbalclubs uit de Braziliaanse staat Pernambuco. De competitie werd georganiseerd door de FPF en werd gespeeld van 8 december 2013 tot 23 april 2014. Omdat Sport, Náutico en Santa Cruz deelnamen aan de Copa do Nordeste 2014, speelden zij de eerste fase niet. Sport do Recife werd kampioen.  

## Eerste fase
| Plaats | Club                | Wed. | W  | G | V  | Saldo | Ptn. |
| ------ | ------------------- | ---- | -- | - | -- | ----- | ---- |
| 1.     | Salgueiro           | 16   | 11 | 3 | 2  | 23:7  | 36   |
| 2.     | Central             | 16   | 10 | 4 | 2  | 29:14 | 34   |
| 3.     | Porto               | 16   | 7  | 3 | 6  | 16:12 | 24   |
| 4.     | Serra Talhada       | 16   | 5  | 7 | 4  | 18:18 | 22   |
| 5.     | Vitória das Tabocas | 16   | 6  | 3 | 7  | 13:15 | 21   |
| 6.     | Chã Grande          | 16   | 5  | 4 | 7  | 15:18 | 19   |
| 7.     | Pesqueira           | 16   | 4  | 4 | 8  | 17:21 | 16   |
| 8.     | Ypiranga            | 16   | 4  | 2 | 10 | 9:24  | 14   |
| 9.     | América             | 16   | 3  | 4 | 9  | 12:23 | 13   |

|  | Gekwalificeerd voor tweede fase en Copa do Brasil 2015 |
|  | Gekwalificeerd voor tweede fase en Série D 2014        |

## Tweede fase
| Plaats | Club            | Wed. | W | G | V | Saldo | Ptn. |
| ------ | --------------- | ---- | - | - | - | ----- | ---- |
| 1.     | Náutico         | 10   | 6 | 2 | 2 | 19:12 | 20   |
| 2.     | Sport do Recife | 10   | 5 | 2 | 3 | 16:7  | 17   |
| 3.     | Santa Cruz      | 10   | 4 | 4 | 2 | 23:12 | 16   |
| 4.     | Salgueiro       | 10   | 4 | 2 | 4 | 9:18  | 14   |
| 5.     | Central         | 10   | 3 | 4 | 3 | 14:12 | 13   |
| 6.     | Porto           | 10   | 1 | 0 | 9 | 4:24  | 3    |

|  | Gekwalificeerd voor derde fase |

## Degradatiegroep
| Plaats | Club                | Wed. | W | G | V | Saldo | Ptn. |
| ------ | ------------------- | ---- | - | - | - | ----- | ---- |
| 1.     | Pesqueira           | 10   | 6 | 2 | 2 | 12:6  | 20   |
| 2.     | Serra Talhada       | 10   | 5 | 3 | 2 | 11:10 | 18   |
| 3.     | América             | 10   | 4 | 2 | 4 | 7:9   | 14   |
| 4.     | Ypiranga            | 10   | 3 | 5 | 2 | 10:6  | 14   |
| 5.     | Chã Grande          | 10   | 2 | 5 | 3 | 10:11 | 11   |
| 6.     | Vitória das Tabocas | 10   | 1 | 1 | 8 | 9:17  | 4    |

|  | Degradatie |

## Derde fase
|  | Halve finale | Halve finale | Halve finale |   |         | Finale | Finale | Finale |
|  |              |              |              |   |         |        |        |        |
|  | Náutico      | 0            | 1 (5)        |   |         |        |        |        |
|  | Salguiero    | 2            | 0 (3)        |   |         |        |        |        |
|  | Salguiero    | 2            | 0 (3)        |   | Náutico | 0      | 0      |        |
|  |              |              |              |   | Náutico | 0      | 0      |        |
|  |              | Sport        | 1            | 2 |         |        |        |        |
|  | Sport        | Sport        | 1            | 2 | 0       | 1 (5)  |        |        |
|  | Sport        |              |              |   | 0       | 1 (5)  |        |        |
|  | Santa Cruz   | 3            | 1 (3)        |   |         |        |        |        |

### Wedstrijd voor de derde plaats
| Team #1   | Tot.  | Team #2    | 1ste wed | 2de wed |
| --------- | ----- | ---------- | -------- | ------- |
| Salgueiro | 3 - 2 | Santa Cruz | 1 - 1    | 2 - 1   |

## Kampioen
| Campeonato Pernambucano de 2014 |
| Pernambuco                      |
| ------------------------------- |
| SPORT Kampioen (40° titel)      |

## Topschutter
| Speler            | Speler      | Goals | Club       |
| ----------------- | ----------- | ----- | ---------- |
| Vlag van Brazilië | Léo Gamalho | 12    | Santa Cruz |